# Not to Disappear
Not to Disappear – drugi album angielskiej grupy Daughter wydany 15 stycznia 2016 przez niezależną brytyjską wytwórnię 4AD.

## Lista utworów
1. New Ways
2. Numbers
3. Doing the Right Thing
4. How
5. Mothers
6. Alone / With You
7. No Care
8. To Belong
9. Fossa
10. Made of Stone